# Завадівська сільська рада (Яворівський район)
Завадівська сільська рада — колишній орган місцевого самоврядування у Яворівському районі Львівської області. Адміністративний центр — село Завадів.

## Загальні відомості
Завадівська сільська рада утворена 2 січня 1993 року.
Водоймища на території, підпорядкованій даній раді: річка Завадівка, Грушівське водосховище.

## Населені пункти
Сільській раді були підпорядковані населені пункти:
- с. Завадів
- с. Колониці
- с. Поруби
- с. Щеплоти

## Склад ради
Рада складалася з 16 депутатів та голови.

### Керівний склад попередніх скликань
| ПІБ                 | Основні відомості                                                             | Дата обрання | Дата звільнення |
| ------------------- | ----------------------------------------------------------------------------- | ------------ | --------------- |
| Лойко Юрій Іванович | Сільський голова, 1956 року народження, освіта незакінчена вища, безпартійний | 26.03.2006   | 15.01.2010      |
| Лойко Юрій Іванович | Сільський голова, 1956 року народження, освіта незакінчена вища               | 31.10.2010   |                 |

Примітка: таблиця складена за даними джерела